# Dola (Ohio)
Dola es un lugar designado por el censo ubicado en el condado de Hardin en el estado estadounidense de Ohio. En el Censo de 2010 tenía una población de 140 habitantes y una densidad poblacional de 64,97 personas por km².

## Geografía
Dola se encuentra ubicado en las coordenadas 40°47′5″N 83°41′56″O / 40.78472, -83.69889. Según la Oficina del Censo de los Estados Unidos, Dola tiene una superficie total de 2.15 km², de la cual 2.15 km² corresponden a tierra firme y (0%) 0 km² es agua.

## Demografía
Según el censo de 2010, había 140 personas residiendo en Dola. La densidad de población era de 64,97 hab./km². De los 140 habitantes, Dola estaba compuesto por el 95% blancos, el 1.43% eran afroamericanos, el 0.71% eran amerindios, el 0% eran asiáticos, el 0% eran isleños del Pacífico, el 0% eran de otras razas y el 2.86% pertenecían a dos o más razas. Del total de la población el 0% eran hispanos o latinos de cualquier raza.